# Grande Prêmio Presidente Emilio Medici
Grande Prêmio Presidente Emilio Medici – wyścig Formuły 1 niewliczany do klasyfikacji Mistrzostw Świata, który odbył się 3 lutego 1974 roku na torze Autódromo de Brasília, tj. tydzień po Grand Prix Brazylii. Był to pierwszy wyścig rozgrywany na tym torze, a także pierwszy w historii, w którym w charakterze konstruktora uczestniczył Williams. Zawody wygrał Emerson Fittipaldi na McLarenie.

## Lista startowa
| Nr | Kierowca             | Zespół                        | Samochód     | Silnik               |   |
| -- | -------------------- | ----------------------------- | ------------ | -------------------- | - |
| 3  | Jody Scheckter       | Team Tyrrell                  | Tyrrell 006  | Ford Cosworth DFV V8 | ? |
| 5  | Emerson Fittipaldi   | Team McLaren                  | McLaren M23  | Ford Cosworth DFV V8 | ? |
| 7  | Carlos Reutemann     | Motor Racing Developments Ltd | Brabham BT44 | Ford Cosworth DFV V8 | ? |
| 8  | Wilson Fittipaldi    | Motor Racing Developments Ltd | Brabham BT44 | Ford Cosworth DFV V8 | ? |
| 9  | Hans-Joachim Stuck   | March Engineering             | March 741    | Ford Cosworth DFV V8 | ? |
| 10 | Howden Ganley        | March Engineering             | March 741    | Ford Cosworth DFV V8 | ? |
| 14 | Jean-Pierre Beltoise | BRM                           | BRM P160E    | BRM P142 V12         | ? |
| 15 | Henri Pescarolo      | BRM                           | BRM P160E    | BRM P142 V12         | ? |
| 18 | Carlos Pace          | Team Surtees                  | Surtees TS16 | Ford Cosworth DFV V8 | ? |
| 19 | Jochen Mass          | Team Surtees                  | Surtees TS16 | Ford Cosworth DFV V8 | ? |
| 20 | Arturo Merzario      | Frank Williams Racing Cars    | Williams FX4 | Ford Cosworth DFV V8 | ? |
| 24 | James Hunt           | Hesketh Racing                | March 731G   | Ford Cosworth DFV V8 | ? |
| Nr | Kierowca             | Zespół                        | Samochód     | Silnik               |   |

## Wyniki

### Kwalifikacje
| P  | Nr | Kierowca             | Konstruktor(-silnik) | Czas    | Odstęp  | Strata  |
| -- | -- | -------------------- | -------------------- | ------- | ------- | ------- |
| 1  | 7  | Carlos Reutemann     | Brabham-Ford         | 1:51,18 | -       | -       |
| 2  | 5  | Emerson Fittipaldi   | McLaren-Ford         | 1:51,27 | 0:00,09 | 0:00,09 |
| 3  | 3  | Jody Scheckter       | Tyrrell-Ford         | 1:51,40 | 0:00,13 | 0:00,22 |
| 4  | 18 | Carlos Pace          | Surtees-Ford         | 1:51,40 | 0:00,00 | 0:00,22 |
| 5  | 20 | Arturo Merzario      | Williams-Ford        | 1:53,43 | 0:00,03 | 0:02,25 |
| 6  | 14 | Jean-Pierre Beltoise | BRM                  | 1:54,44 | 0:01,01 | 0:03,26 |
| 7  | 8  | Wilson Fittipaldi    | Brabham-Ford         | 1:54,62 | 0:00,18 | 0:03,44 |
| 8  | 19 | Jochen Mass          | Surtees-Ford         | 1:55,53 | 0:00,89 | 0:04,35 |
| 9  | 15 | Henri Pescarolo      | BRM                  | 1:55,88 | 0:00,35 | 0:04,70 |
| 10 | 10 | Howden Ganley        | March-Ford           | 1:57,61 | 0:01,73 | 0:06,43 |
| 11 | 9  | Hans-Joachim Stuck   | March-Ford           | 1:58,10 | 0:00,49 | 0:06,92 |
| 12 | 24 | James Hunt           | March-Ford           | 2:04,95 | 0:06,85 | 0:13,77 |
| P  | Nr | Kierowca             | Konstruktor(-silnik) | Czas    | Odstęp  | Strata  |

### Wyścig
| 1                 |    | 5        | Emerson Fittipaldi   | McLaren-Ford  | 40            | 1h15:22,75 |                 |
| 2                 |    | 3        | Jody Scheckter       | Tyrrell-Ford  | 40            | +0:12,40   |                 |
| 3                 |    | 20       | Arturo Merzario      | Williams-Ford | 40            | +0:27,10   |                 |
| 4                 |    | 19       | Jochen Mass          | Surtees-Ford  | 40            | +1:38,84   |                 |
| 5                 |    | 8        | Wilson Fittipaldi    | Brabham-Ford  | 39            | +1 okr.    |                 |
| 6                 |    | 10       | Howden Ganley        | March-Ford    | 39            | +1 okr.    |                 |
| 7                 |    | 15       | Henri Pescarolo      | BRM           | 39            | +1 okr.    |                 |
| 8                 |    | 14       | Jean-Pierre Beltoise | BRM           | 38            | +2 okr.    |                 |
| 9                 |    | 18       | Carlos Pace          | Surtees-Ford  | 35            | +5 okr.    |                 |
| 10                |    | 9        | Hans-Joachim Stuck   | March-Ford    | 34            | +6 okr.    | silnik          |
| Niesklasyfikowani |    |          |                      |               |               |            |                 |
|                   |    | 7        | Carlos Reutemann     | Brabham-Ford  | 12            | +28 okr.   | tłok            |
|                   |    | 24       | James Hunt           | March-Ford    | 1             | +39 okr.   | skrzynia biegów |
| P                 | Nr | Kierowca | Konstruktor          | Okr.          | Czas / Strata | Komentarz  |                 |